# Yobouakro
Yobouakro est une localité de l'est de la Côte d'Ivoire et appartenant au département d'Agnibilékrou, Région du Moyen-Comoé. La localité de Yobouakro est un chef-lieu de commune.